# Song to Woody
Song to Woody är en låt av Bob Dylan från hans debutalbum Bob Dylan. Låten handlar om Woody Guthrie. Den refererar även till Cisco Houston och Lead Belly. Musiken är baserad på Woody Guthries sång "1913 Massacre".

## Album
- Bob Dylan - 1962
- The Bootleg Series Vol. 7: No Direction Home: The Soundtrack - 2005
- Dylan - 2007